# Laphria divisor
Laphria divisor là một loài ruồi trong họ Asilidae. Laphria divisor được Banks miêu tả năm 1917. Loài này phân bố ở vùng Tân Bắc giới.